# Eugenio Fontán Pérez
Eugenio Fontán Pérez (Sevilla, 1 de setembre de 1927 - Madrid, 18 d'octubre de 201)) fou un empresari radiofònic espanyol, fill d'Antonio Fontán de la Orden, enginyer militar artífex de Radio Sevilla el 1924, i germà del catedràtic, periodista i polític Antonio Fontán i del farmacèutic Manuel Fontán. Va estudiar enginyeria tècnica de telecomunicacions.
El seu pare va ser vicepresident de la Cadena SER fins a la seva defunció el 1948, moment en què el seu fill Antonio va assumir el càrrec. Catorze anys més tard, i després de la retirada de Virgilio Oñate, Eugenio va ser nomenat director de l'emissora. La Cadena SER, durant aquesta etapa va viure un temps de consolidació d'audiència i continguts. Va mantenir el càrrec fins a l'entrada del grup PRISA en l'accionariat de l'emissora a mitjan dècada de 1980.
El novembre de 1985 la companyia Unión Ibérica de Radio, presidida per Eugenio Fontán, va adquirir el 75% de l'accionariat d'una altra emissora emblemàtica d'Espanya: Radio España, que el va mantenir fins a l'any 1996. Fontán mantingué el càrrec de president de la Sociedad Ibérica de Comunicaciones, SA.